# Jelena Bäumler
Jelena Bäumler (* 1983) ist eine deutsche Rechtswissenschaftlerin. Sie ist Professorin für Öffentliches Recht und Völkerrecht mit Schwerpunkt Nachhaltigkeit an der Leuphana Universität Lüneburg. Seit 2022 ist sie  Vizepräsidentin der Leuphana Universität Lüneburg.

## Leben
Jelena Bäumler studierte von 2003 bis 2008 Rechtswissenschaft an der Ludwig-Maximilians-Universität München. Von 2009 bis 2011 absolvierte sie das Referendariat in Berlin. Danach erwarb sie einen LL.M. an der University of the Western Cape in Kapstadt (Südafrika). Im Jahr 2015 wurde sie mit einer Arbeit im Völkerrecht promoviert. Im Anschluss war sie bis 2019 als Juniorprofessorin an der Universität Rostock tätig.
Seit Juli 2019 ist sie Professorin an der Leuphana Universität Lüneburg. Die Denomination ihrer Professur lautet Öffentliches Recht und Völkerrecht mit Schwerpunkt Nachhaltigkeit. Darüber hinaus war sie immer wieder Gastprofessorin an verschiedenen Universitäten im Ausland.
Seit August 2022 ist sie eine der Vizepräsidenten der Leuphana Universität Lüneburg.
Neben ihrer Tätigkeit an der Leuphana Universität Lüneburg ist sie Direktorin des Europa Kollegs Hamburg und Mitglied des Forschungsdirektoriums und des Beirats des Instituts für Klimaschutz, Energie und Mobilität in Berlin.
Sie gibt unter anderem die Fachzeitschriften Klima und Recht sowie das European Yearbook of International Economic Law mit heraus.

## Veröffentlichungen (Auswahl)
- Von Freihandelsabkommen zu Nachhaltigkeitsabkommen. In: Neue Juristische Wochenschrift. Nr. 42, 2024, S. 3037–3041, ISSN 0341-1915
- Das Schädigungsverbot im Völkerrecht. Springer, Berlin 2019, ISBN 978-3-662-53298-0 (Dissertation)